# Hong Kong Movie DataBase
La Hongkong Movie DataBase, abrégé en HKMDB et que l'on peut traduire par « Base de données cinématographiques de Hong Kong », est une base de données en ligne, bilingue (Anglais et Chinois) sur le cinéma hongkongais, qui contient aussi des informations sur le cinéma chinois et taïwanais. 
La base a été créée 1995 par Ryan Law et a pour but de fournir un référentiel sur les films, ainsi que sur les différentes personnalités du cinéma hongkongais.
Initialement, la base de données contenait des informations sur plus de 6000 films, qui étaient consultables à une adresse inexistante de nos jours
Au 16 avril 2025, le site contient des informations sur plus de 23.000 films et 127.000 personnes, parmi les films, beaucoup sont originaires de Taïwan et de la Chine continentale. 
Il est possible d'effectuer une recherche par titre de film ou par nom de personne.

## Contenu
HKMDB contient des crédits sur les castings et les équipes de tournage, des images et des galeries de portraits ainsi que des critiques de contributeurs. Des informations complémentaires sur les films sont disponibles, comme la société de production, la date de sortie, le box-office brut et les langues parlées sont incluses si possible. 
Sont aussi disponibles des biographies sur les acteurs, les réalisateurs, les producteurs, plusieurs personnalités qui composent les équipes de tournage. 
Il y a plus de 14.000 commentaires sur le site, et le nombre d'images dépasse les 215.000, les images peuvent s'avérer utiles pour identifier des membres du casting d'un film.
Les critiques de films peuvent provenir de n'importe quel membre enregistré, mais les informations relatives à l'équipe de tournage sont vérifiées par les principaux rédacteurs du site. 
La base de données possède un forum dans lequel les membres ont la possibilité de faire des propositions examinées par l'équipe éditoriale du site, pour compléter ou modifier des informations sur les films.